# Filain (Aisne)
Filain – miejscowość i gmina we Francji, w regionie Hauts-de-France, w departamencie Aisne.
Według danych na styczeń 2014 roku gminę zamieszkiwało 135 osób, a gęstość zaludnienia wynosiła 28,6 osób/km².